# Ridge Racer 7
Ridge Racer 7 es la séptima entrega de la serie Ridge Racer de juegos de carreras desarrollado por Namco, lanzada exclusivamente para PlayStation 3 el 11 de noviembre de 2006. El juego tiene alrededor de 40 autos, muchos de los cuales regresan de Ridge Racer 6 y Ridge Racer Portable. También hay 22 cursos, disponibles en modo de avance, retroceso y espejo. El juego funciona a una resolución nativa de 1080p y 60 cuadros por segundo. También presenta Dolby Digital sonido envolvente 5.1 y un juego en línea gratuito a través de PlayStation Network.
El juego se presentó por primera vez en el E3 2006 en un avance, y el primer avance del video del juego se mostró en el 2006 Tokyo Game Show. Al igual que muchos otros juegos de la serie, presenta una apertura video de movimiento completo protagonizada por Reiko Nagase, la cual estuvo ausente en Ridge Racer V.
El juego recibió críticas positivas de los críticos, y desde entonces ha sido reeditado bajo las líneas presupuestarias "Platinum" y "Greatest Hits" de Sony. En octubre de 2010, se puso a disposición un parche titulado "Versión de licencia 3D de Ridge Racer 7" que permite que el "Ridge Racer 7" se reproduzca en 3D.

## Jugabilidad
Al igual que en juegos anteriores dentro de la serie Ridge Racer, la jugabilidad se centra en las carreras de circuito de alta velocidad con manejo de "deriva", donde el jugador desliza el auto por las curvas sin una gran pérdida de velocidad. 
Las nuevas características en esta iteración incluyen la personalización de la carrocería y el motor del automóvil, lo que puede afectar el rendimiento, el manejo y el sistema de nitroso del automóvil. 
Ridge Racer 7 también anima activamente a los jugadores a escoger otros coches, mientras que los deslizamientos anteriores no mencionaron que esta técnica aumenta la velocidad.
Se utiliza un sistema de clasificación global para clasificar a los jugadores. Utiliza una combinación de PF (puntos de fama), CR (créditos), la moneda del juego y PBL (puntos de batalla en línea) ganados en las carreras en línea, para calcular un número total de PC (puntos de cresta), que se muestran en el Tarjeta de identificación de Ridge State del jugador.

### Modos de juego

#### Un jugador
- Ridge State Grand Prix - El modo de juego principal que consiste en una serie de carreras.
- Pruebas del fabricante - Son carreras especiales en las que el jugador puede ganar nuevos autos o partes para personalizar su auto, si obtienes 100 puntos de fabricante serás el miembro de un fabricante.
- UFRA Single Event - Carreras especiales con restricciones.
- Extreme Battle - Batallas de jefes con una dificultad mucho mayor y puedes ganar autos normales o especiales.
- Arcade - Es un modo de juego para un jugador, en el que el jugador puede elegir entre las pistas o los coches desbloqueados.

#### Multijugador
- Global Time Attack - Un modo de contrarreloj en el que los jugadores corren sus autos por los circuitos lo más rápido posible y publican sus mejores tiempos de vuelta en una tabla de clasificación mundial.
- Carrera Estándar - Una carrera estándar por Internet para hasta 14 jugadores.
- Pair Time Attack - Similar al "Global Time Attack", pero combina los tiempos de dos corredores que trabajan en conjunto para lograr tiempos de vuelta rápidos.
- Team Battle - Los jugadores se dividen en equipos rojo y azul (se presentan otros colores, como el amarillo, el verde y el rosa), con un sistema de puntos utilizado para decidir qué equipo gana después de una carrera.
- Pair Battle - Los jugadores se dividen en equipos de dos para competir, y el equipo ganador es el que tiene el menor tiempo total de carrera.
- Evento especial de UFRA - Un conjunto de 25 eventos adicionales, descargados de forma gratuita desde PlayStation Store, que cuentan con una dificultad mucho mayor que cualquier evento en el modo Gran Premio de Ridge State. La elección de los automóviles a menudo está preestablecida o se reduce enormemente.

### Coches
Se clasifican en 4 clases, la 4 siendo la más básica y lenta, hasta la 1, que es la más rápida:

#### Clase 4 - 3
Kamata Fiera - Basado en Mitsubishi GTO
Âge Abeille - Basado en Peugeot 206
Danver Bayonet - Basado en Aston Martin V8 Vantage del 2005
Âge Prophetie - Basado en Honda S2000
Terrazi Starnose - Basado en Catherham Super 7
Terrazi WildGang - Basado en Nissan Micra 
Sinseong Motors Jujak - Basado en Hyundai HCD-8 Sports Tourer del 2004 
GNADE Magnífico - Basado en Nissan 350Z

#### Clase 2 - 1
Soldat Raggio - Basado en Ferrari Enzo
Himmel EO - Basado en Porsche Cayman
Danver Hijack - Basado en Chevrolet SSR
GNADE Esperanza - Basado en Nissan 350Z del 2004
Assoluto Bisonte - Basado en Saleen S7
Assoluto Fatalita - Basado en Lamborghini Murciélago
Kamata RC410 - Basado en Nissan GT-R R35
Terrazi Centellee - Basado en Lexus LF-A
Soldat Meltifre - Basado en Ferrari F430

#### Especiales - Clase 1
Himmel 490B
GNADE G00
Âge Ultranova
Assoluto Pronzione
Danver Bass Cruiser
Terrazi Terrajin 
NAMCO PAC-MAN
Kamata Angelus
Soldat Crinale
Monstrous

## Extras
El 22 de marzo de 2007, Namco lanzó extras y contenido descargables para Ridge Racer 7 a través de PlayStation Network. Este contenido incluye eventos adicionales (los eventos especiales de UFRA) y calcomanías especiales para personalizar el techo del automóvil. Los jugadores también tienen la opción de comprar música de fondo adicional para su juego. Estos complementos se agregaron a la PlayStation Store de EE. UU. El 1 de junio de 2007. Se lanzó un parche para el juego en octubre de 2010 para que el juego se pueda jugar en 3D.
El clásico juego de arcade Xevious es desbloqueable en este juego.

## Recepción

### Revisión de Críticas
El juego recibió "críticas generalmente favorables" según el sitio web Agregador de revisión y Metacritic. En Japón, Famitsu le dio una puntuación de los 99.99 (cuatro nueves) para un total de 36/40.

### Premios
Ridge Racer 7 recibió el Premio IGN al "Mejor Juego de Carreras de PlayStation 3 del año 2006".